# Sejet (Horsens Kommune)
 For alternative betydninger, se Sejet. (Se også artikler, som begynder med Sejet)
Sejet er en landsby i Østjylland med 390 indbyggere  (2024). Sejet er beliggende otte kilometer sydøst for Horsens. Byen ligger i Region Midtjylland og hører til Horsens Kommune.
Sejet er beliggende i Uth Sogn.